# «Циркус» в Бате
«Циркус» в Бате (англ. The Circus, от (лат. circulus — круг, окружность) — площадь, «историческое кольцо» зданий в английском городе Бат (графство Сомерсет, юго-западная Англия). В российском архитектуроведении английскому термину соответствуют наименования «циркуль», или «циркумференция» (лат. circulus — круг, окружность и лат. ferentia — подобие).

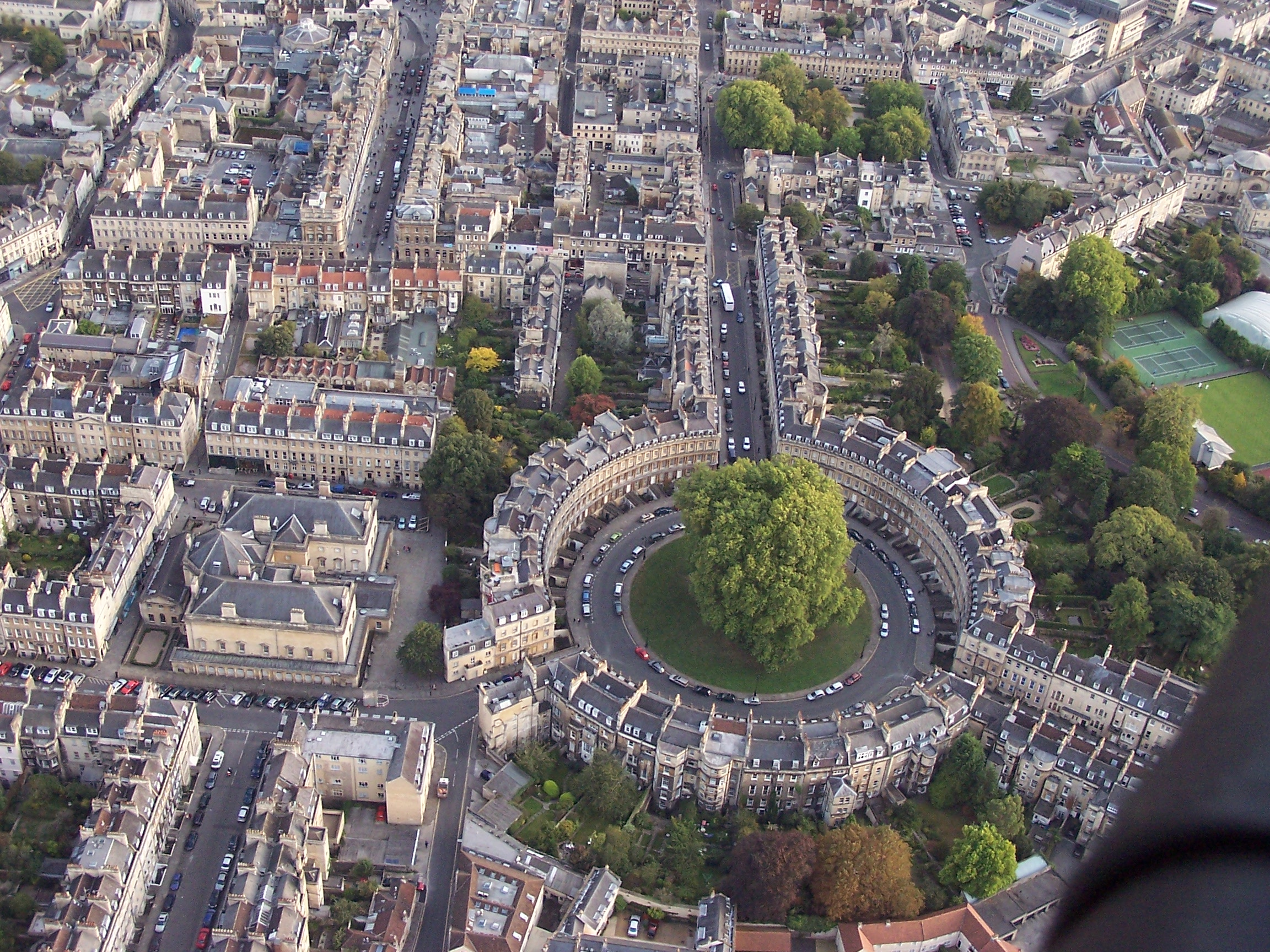
«Циркус» в Бате. Аэрофотосъёмка

## История
В Бате здания, плотно примыкающие друг к другу, образуют круг с тремя входами. Площадь, первоначально называвшаяся «Королевским кругом» (King’s Circus), построена в среднегеоргианском стиле по проекту архитектора Джона Вуда-старшего в 1754—1768 годах. Джон Вуд Старший умер менее чем через три месяца после закладки первого камня; его сын Джон Вуд Младший завершил строительство.
«Циркус» был частью градостроительного плана Джона Вуда Старшего по созданию классицистического палладианского архитектурного ландшафта города. Проект включал создание близлежащей Площади Королевы (Queen Square, 1728—1736), здания больницы Святого Иоанна (1727—1728), Прайор-парка (1734—1741) и так и не построенный «Форум».
В доме № 17 Королевской площади между 1758 и 1774 годами жил художник Гейнсборо, ТомасТомас Гейнсборо и там же находилась его мастерская. В первой половине XIX века в доме № 15 находилась квартира адмирала сэра Ричарда Бикертона и его семьи.
Центральная часть площади изначально была вымощена каменной брусчаткой, с резервуаром в центре, который снабжал окружающие дома водой. В 1800 году жители огородили центральную часть площади садом.
Во время авиационного налёта 25—26 апреля 1942 года на площадь упала бомба, разрушившая несколько домов. Позднее они были восстановлены.
Историк архитектуры Дэн Крикшенк выбрал «Циркус» в качестве одной из пяти серий для телевизионного документального сериала BBC 2006 года «Лучшие здания Великобритании».

## Архитектурная композиция
В 1740 году, Джон Вуд Старший обследовал Стоунхендж в Южной Англии, который имеет на внешнем земляном валу диаметр 325 футов (99 м). Убеждённый в том, что местность вокруг города Бат в древности была главным центром деятельности друидов в Британии, Вуд спроектировал «циркуль» с 318 футами (97 м) в диаметре подобно Стоунхенджу.
Круглая площадь разделена на три сегмента равной длины с газоном в центре. Каждый сегмент обращён к одному из трёх входов, благодаря чему образуется непрерывный классицистический фасад. Считается, что проект «батского цирка» разработан по прообразу Римского Колизея, как-бы «Колизея наоборот» (наблюдаемого изнутри).
Фасады круговых домов выстроены по принципу ордерной суперпозиции: сдвоенные колонны греко-дорического ордера внизу, выше колонны ионического ордера и на третьем ярусе колонны коринфского ордера. Непрерывный антаблемент создаёт эффект «зрительного вращения». Фриз дорического антаблемента первого яруса украшен чередующимися триглифами и 525 изобразительными эмблемами, в том числе змеями, морскими атрибутами, символами, представляющими искусства и науки, и масонскими эмблемами.
Если смотреть с воздуха, Циркус вместе с Площадью Королевы и прилегающей Гэй-стрит образует очертание, напоминающее ключ, являющийся масонским символом, подобным тем, что украшают другие здания архитектора Вуда. Джон Вуд много писал о сакральной геометрии и утверждал, что мифы о предполагаемом основателе Бата, короле Бладуде (King Bladud), имеют исторические корни. Он утверждал, что древние британские каменные круги были остатками когда-то построенных более сложных зданий, спроектированных королём Бладудом.
Было высказано предположение, что Вуд (как и его сын Джон) были связаны с масонством либо через одно из строительных товариществ, либо через символизм в их архитектуре. Стивен Бен Кокс в одной из лекций и последующей статье предложил следующую «масонскую интерпретацию»: квадрат (Площадь Королевы), круг (Циркус) и Королевский полумесяц (Royal Crescent — другая постройка Дж. Вуда Младшего в Бате) обозначают Землю, Солнце и Луну, а также масонский путь солнца в Ложе с востока (Кафедра Мастера) на юг (Младший Страж) и выход на запад (Старший Страж) как символ духовного продвижения человека в жизни от грубого состояния до гладко-тёсаного камня.

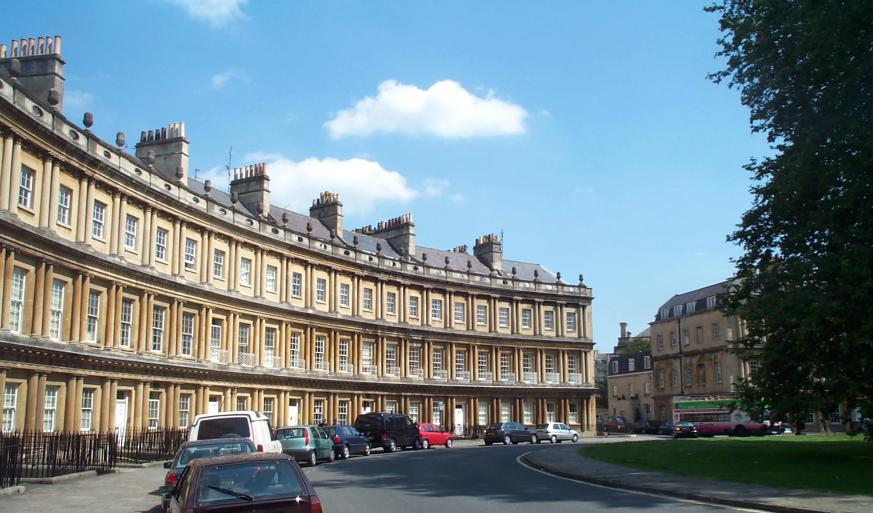
Вид площади
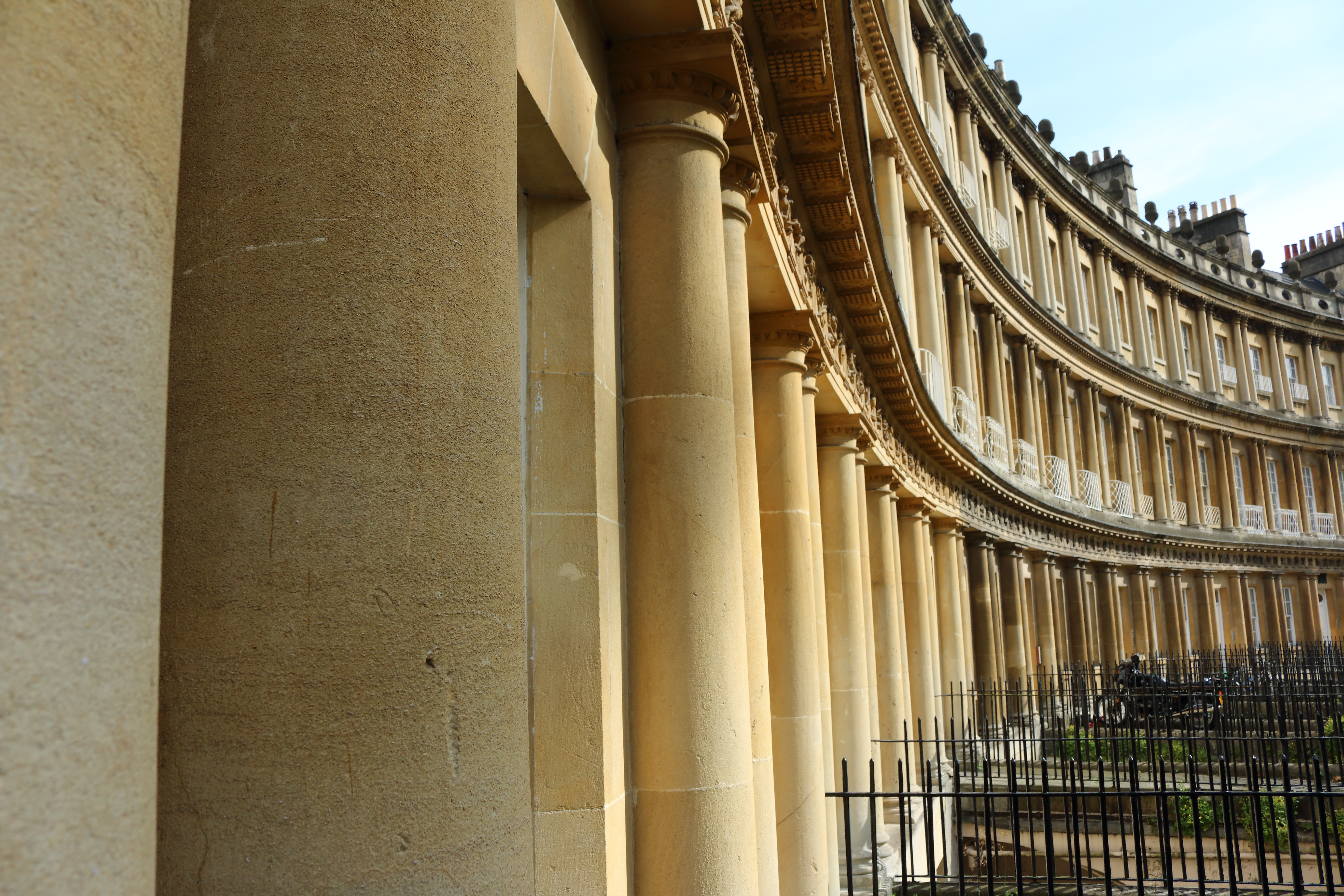
Архитектура «Циркуса» в ракурсе
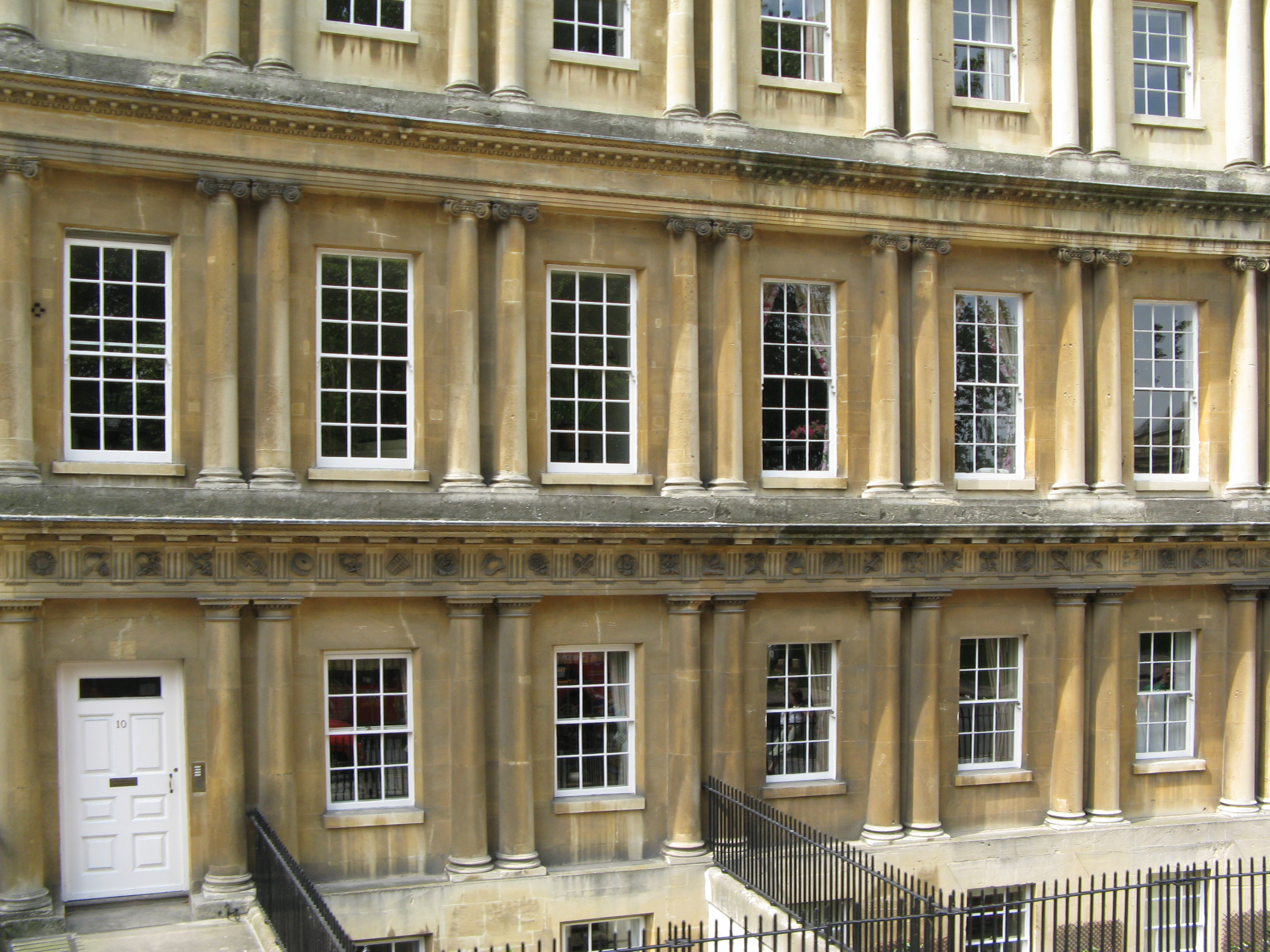
Окна «Циркуса»
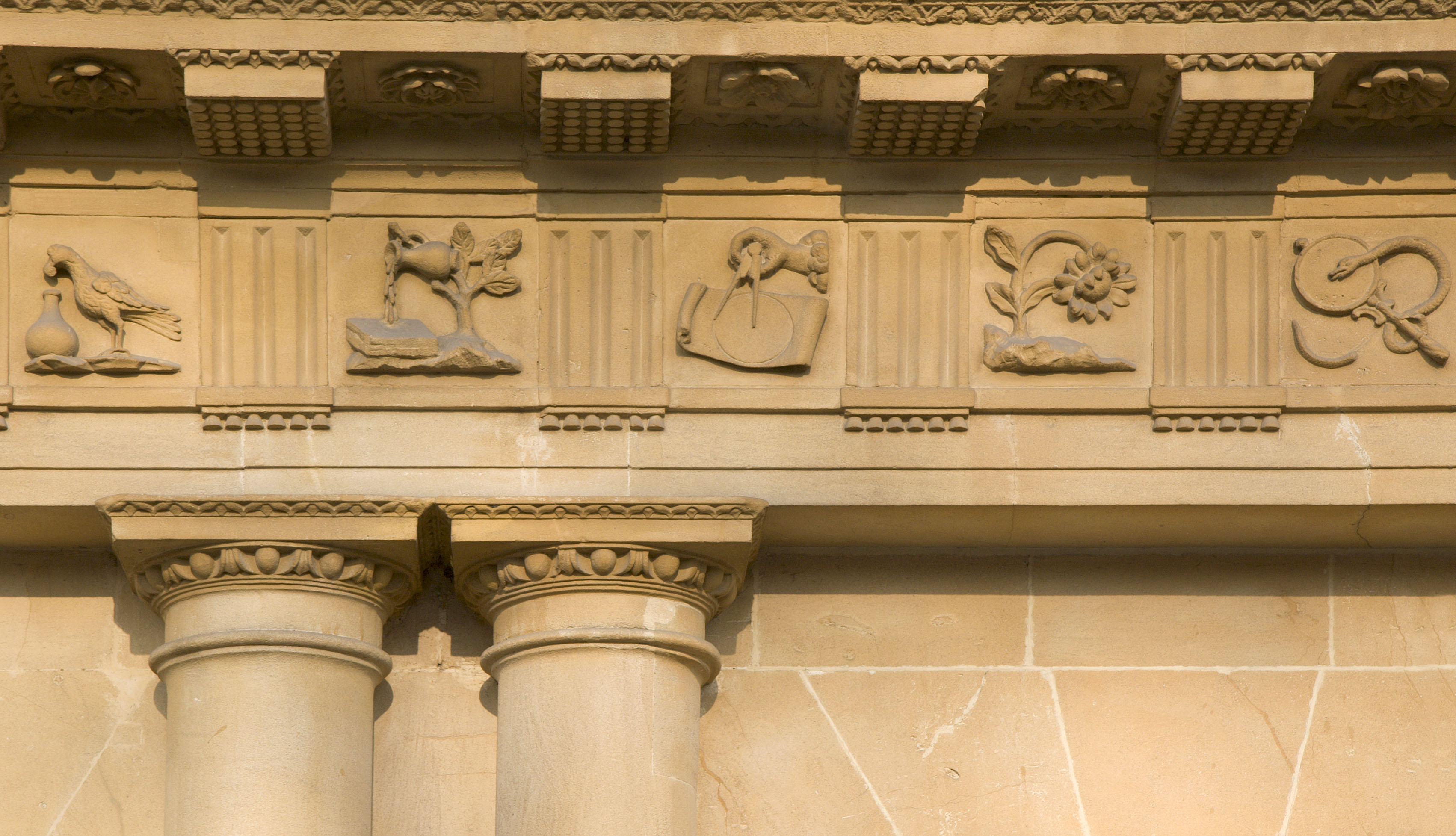
Эмблемы дорического фриза
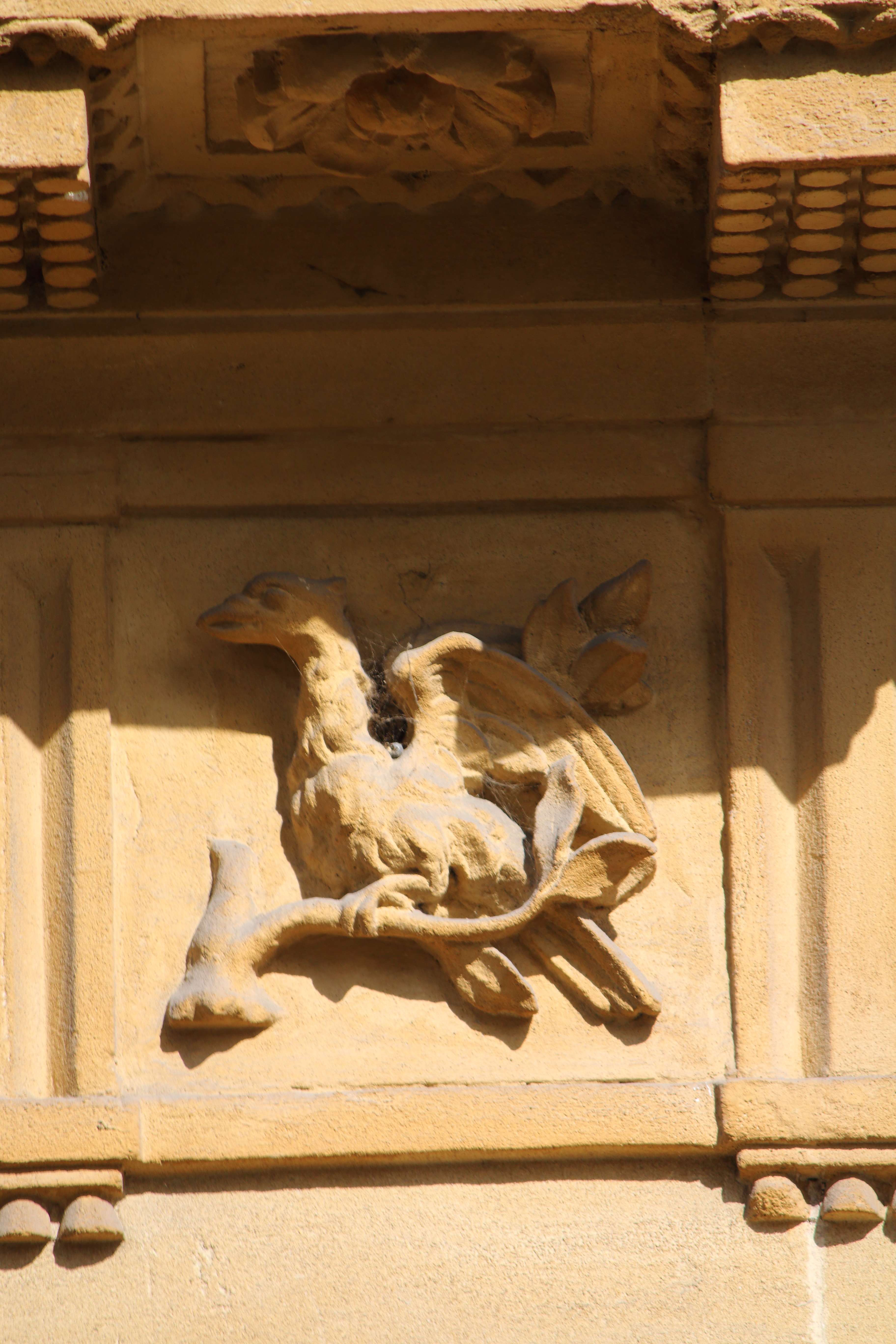
Одна из эмблем фриза